# Mopsechiniscus franciscae
Espèce
Mopsechiniscus franciscae est une espèce de tardigrades de la famille des Echiniscidae. 

## Distribution
Cette espèce est endémique d'Antarctique. Elle a été découverte dans la terre Victoria.

## Publication originale
- Guidetti, Rebecchi, Cesari & McInnes, 2014 : Mopsechiniscus franciscae, a new species of a rare genus of Tardigrada from continental Antarctica. Polar Biology, p. 37, no 32, p. 1221-1233.